# Уцмиев, Муса
Муса-Хасав Уцмиев (или князь Муса-Хасав, Аксаевский князь Муса Уцмиев, Старый Аксай — 1843) — генерал-майор русской службы, кумыкский князь, главный кумыкский пристав, сподвижник генерала Ермолова на Кавказе. Известен также тем, что Муса-Хасав ударом сабли убил муллу Учар-Хаджи, который в Герзель-ауле убил генералов русской императорской армии Н. Грекова и Д. Лисаневича.

## Биография
В 1820 году он был произведен сразу в чин капитана и утвержден русскими властями «старшим Аксаевским владетелем». Он же, отличаясь преданностью правительству, был награждён украшенной бриллиантами золотой медалью с надписью «За усердие» для ношения на шее на Андреевской ленте.
В 1826 году подполковник Муса Бий Хасав как депутат, избранный от засулакских князей, присутствовал при коронации Николая I. В документах за 1826 год князь Муса-Хасав упоминается уже с чином майора. В этом же году был пожалован орденом Святой Анны 2-й степени.
4 июня 1826 года по указанию генерала А. П. Ермолова, главному кумыкскому приставу князю Мусе-Хасаву было приказано возвести на реке Ярыксув поселение с размещением в нём воинского гарнизона, в целях защиты селений Кумыкской плоскости от набегов чеченцев. К началу зимы 1826—1827 годов приказ Ермолова Муса-Хасав выполнил. Князь организовал переселение в новое селение по 100 семейств из Андрей-аула (Эндирея) и Костека, расположив там воинский гарнизон. Ермолов предложил назвать новое поселение Хасавюртом в честь Мусы-Хасава.
В документах за 1831 год князь Муса-Хасав упоминается в чине полковника. В 1834 году он был пожалован императорской короной к ордену Святой Анны II степени, а в 1836 году — бриллиантовым перстнем в 1200 руб.
Главного кумыкского пристава Мусу-Хасава, осуществляющего главный надзор над общим порядком в Кумыкии — кумыки называли «Законлу Муса».
Высочайшим приказом от 9 ноября 1837 года «Кумыкский Князь Муса-Хасав» за отличие был произведен из полковников в генерал-майоры со старшинством в чине с 14 октября 1837 года.
17 февраля 1842 года генерал-майор, состоящий при Отдельном Кавказском корпусе князь Мусса-Хасав в награду отличной храбрости, мужества и распорядительности, оказанных 26 сентября 1841 года при отражении многочисленной партии горцев, напавшей на село Умахан-Юрт, был пожалован орденом Святого Станислава 1-й степени.
Умер весной 1843 года. (Время смерти описано в № 10. Записки прапорщика Нижегородского драгунского полка князя М. Б. Лобанова-Ростовского 41 «Обзор последних событий на Кавказе» дата смерти не известна. Ермолов о нём во «всеподаннейшем рапорте» царю указывал, что «здесь весьма редки люди столь непоколебимой верности и чести», с его смертью в его лице российские власти на Кавказе потеряли одного из своих главных сторонников среди местных кавказских владельцев, имевшего большое уважение к себе у самых даже соседних враждебных племён.
Является отцом Хасай-бек Уцмиева.